# Minamiashigara, Kanagawa
Minamiashigara (南足柄市 Minamiashigara-shi) là một thành phố thuộc tỉnh Kanagawa, Nhật Bản.